# Josefa Chaume Aguilar
Josefa Chaume Aguilar (València, 17 de març de 1901-1982), arqueòloga, va ser l'única dona que figura vinculada als primers anys del Servei d'Investigació Prehistòrica (SIP) de la Diputació de València, on tots els investigadors eren homes. Comença la seua col·laboració en 1931 i apareix com a agregada des de 1932. Col·labora entre els anys 1931 i 1935 amb Mariano Jornet en la realització dels calcs i els dibuixos de l'excavació arqueològica de la Bastida dels Alcusses de Moixent.
Participa en el Creuer Universitari de 1933, promogut pel Ministeri d'Instrucció Pública i Belles Arts, que va esdevenir una ambaixada cultural i una experiència singular per als joves estudiants que s'hi van embarcar i que en molts casos, com Antonio García Bellido, Gregorio Marañón i Vicens Vives, passarien a ser figures representatives de la cultura i la ciència espanyoles. Entre 1934 i 1936 cursà estudis de doctorat a Madrid. En 1939 va guanyar una càtedra interina a l'Instituto de Enseñanza Secundaria de Requena i posteriorment al de Melilla.
La seua breu col·laboració va ser reconeguda en 2006 en l'exposició que va organitzar el Museu de Prehistòria de València sobre els primers 50 anys del SIP, per la qual els seus familiars van prestar el maletí de viatge que va utilitzar Josefa Chaume en el creuer universitari de 1933. El maletí es va exposar al costat del salacot de Lluís Pericot i la primera càmera fotogràfica del SIP.